# Арво Перт
Арво Пeрт (роден на 11 септември 1935; Arvo Pärt; естонско произношение: [ˈɑrvo ˈpært]) е естонски класически композитор. От края на седемдесетте години на миналия век Пeрт работи в минималистически стил, който употребява тинтинабулация (стил на композиране измислен от него) и хипнотични повторения, повлияни от интелектуалните контрапунктни елементи на европейския джаз  и обикновено е разполаган сред европейско-американските класически постмодернисти. Най-изпълняваните негови произведения включват Fratres (1977), Spiegel im Spiegel (1978), и Für Alina (1976). Между 2011 и 2018, Перт е най-изпълняваният жив композитор в света, и вторият най-изпълняван през 2019 - след Джон Уйлямс.

## Биография
Арво Пeрт е роден в Пайде, Естония, но след продължителни борби със съветските власти му е позволено да емигрира през 1980 със съпругата си и двамата им синове, като първо живее във Виена, Австрия (там взима австрийско гражданство), а през 1981 се премества в Берлин, Германия. В началото на 21 век се завръща в Естония, като живее алтернативно в Берлин и Талин. Понастоящем живее в Лауласмаа, на брега на Балтийско море, на около 35 км от Талин. 